# Cümbüş
Le cümbüş (djumbuch) est un instrument à cordes pincées turc. C'est un luth à manche long similaire au banjo inventé en 1930 par Zeynel Abidin Cümbüş et présenté à Atatürk par son inventeur, ancien forgeron reconverti dans la lutherie. Il est conçu pour permettre en théorie d'adapter différents manches à une même caisse.

## Lutherie

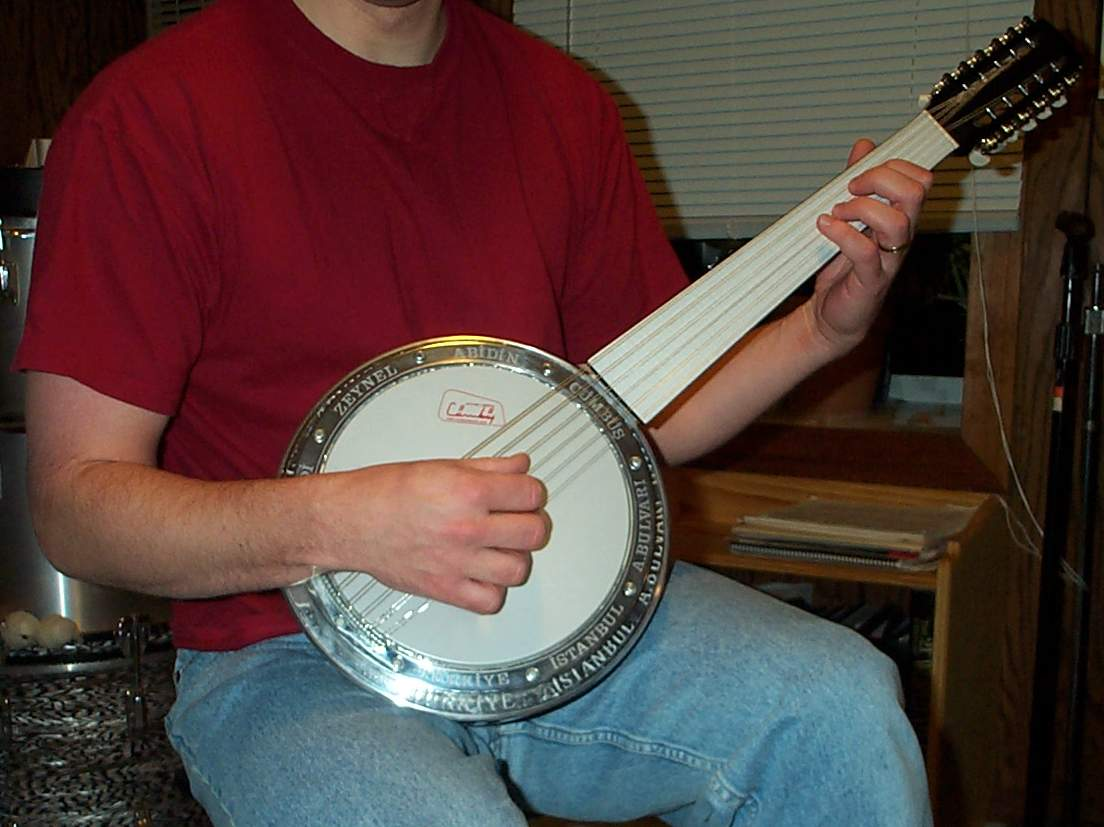
Cümbüş

Il existe en diverses versions avec trois caisses distinctes et plus de six types de manches, mais elles ont toutes en commun, d'être généralement métalliques (aluminium), fermées et rondes, recouvertes d'une membrane en peau ou en plastique (accordable). Le manche est fretté selon le type de musique (folk ou classique, proche du lavta ou du tanbur) et est équipé d'un chevillier moderne monté du nombre et du type de cordes adaptés. Il est orientable à souhait au moyen d'une vis. Le chevalet est large et repose sur deux ou trois gros pieds. Les cordes sont fixées au bout de la caisse.
On trouve :
- Cümbüş : à douze cordes, manche court, sans frette, accordé comme le oud
- Saz-cümbüş : manche long, fretté, accordé comme le saz baglama
- Cura-cümbüş : accordé comme le saz cura
- Tambur-cümbüş : à six cordes, très long manche, accordé comme le tambur
- Yayli tambur (Yaylı tambur) - cümbüş : tenu verticalement et joué à l'archet
- Gitar-cümbüş : fretté et accordé comme une guitare
- Mando-cümbüş ou mandolin-cümbüş : petit, fretté et accordé comme une mandoline
- Cümbüş-ukulele : à quatre cordes et un manche fretté, inspiré de l'ukulele

## Jeu
On en joue avec un plectre (en turc mızrap ou tezene). Il est essentiellement utilisé dans la musique turque populaire ou folklorique et surtout par les Tziganes, mais le banjo lui fait concurrence.